# Saison 19 de Détective Conan
 (octobre 2024).
Chronologie
Saison 18 de Détective Conan Saison 20 de Détective Conan
La saison 19 de Détective Conan a été diffusée du 4 janvier 2014 au 13 décembre 2014 (épisodes 724 à 762) sur Nippon TV. Elle est composée de 39 épisodes.
Le trente-septième opening (générique de début) (épisodes 718 à 743) intitulé Butterfly Core, est interprété par la chanteuse VALSHE. Le trente-huitième opening (épisodes 744 à 756) intitulé Greed, est interprété par le groupe KNOCK OUT MONKEY. Le trente-neuvième opening (épisodes 757 à 773) intitulé Dynamite, est interprété la chanteuse de J-pop Mai Kuraki. 
Le quarante-sixième ending (générique de fin) (épisodes 722 à 736) intitulé Ima Aitakute, est interprété par le chanteur de J-pop Daigo. Le quarante-septième ending (épisodes 737 à 749) intitulé Rain Man, est interprété par le chanteur de J-pop Akihide. Le quarante-huitième ending (épisodes 750 à 762) intitulé Muteki na Heart, est interprété par la chanteuse de J-pop Mai Kuraki.
| No | Titre français | Titre japonais                           | Titre japonais                                 | Date de 1re diffusion |
| No | Titre français | Kanji                                    | Rōmaji                                         | Date de 1re diffusion |
| --- | --- | ---------------------------------------- | ---------------------------------------------- | --------------------- |
| 724 | L'Insaisissable Kid et la Blush Mermaid - 1re partie (files : 828-830/tomes : 78-79)                                       | 怪盗キッドと赤面の人魚 (前編)            | Kaito Kiddo to Blush Mermaid - Zenpen          | 4 janvier 2014        |
| 725 | L'Insaisissable Kid et la Blush Mermaid - 2e partie (files : 828-830/tomes : 78-79)                                        | 怪盗キッドと赤面の人魚 (後編)            | Kaito Kiddo to Blush Mermaid - Kōhen           | 11 janvier 2014       |
| Depuis l'affaire du Mystery Train (cf. épisodes 701-704), Conan a toujours une dette envers son ennemi de toujours, Kid l'Insaisissable. L'oncle de Sonoko, le conseiller Jirokichi Suzuki, expose une collection de bijoux inestimables dans l'un de ses musées, montés sur un présentoir pas comme les autres. Cela va aussi être la première vraie rencontre entre Sera et le pas-si-gentleman cambrioleur. | |                                          |                                                |                       |
| 726 | Un message de fortune annonciateur d'un malheur                                                                            | 幸運メールは不幸を呼ぶ                   | Kōun Mēru wa Fukō o Yobu                       | 18 janvier 2014       |
| Le soir, sur la route, Kogorō manque d’entrer en collision avec un scooter. Ce dernier offre néanmoins la possibilité à la famille Mouri de constater le décès d’une femme dans le parc adjacent. Elle laisse pour seule trace un kanji, énigmatique… | |                                          |                                                |                       |
| 727 | Un coffre au trésor fruité - 1re partie (files : 844-846/tome : 80)                                                        | 果実か詰まった宝 (前編)                  | Kajitsu ka tsumatta takarabako - Zenpen        | 25 janvier 2014       |
| 728 | Un coffre au trésor fruité - 2e partie (files : 844-846/tome : 80)                                                         | 果実か詰まった宝 (後編)                  | Kajitsu ka tsumatta takarabako - Kōhen         | 1er février 2014      |
| Sonoko va assister au tournage d'une émission culinaire, et invite avec elle Ran, Kogorō et Conan. En besoin d'une cinquième personne, le jeune détective propose d'inviter son homologue féminin, Sera Masumi, à qui il semble avoir besoin de poser une question. Alors qu'ils sont en train de parler sur le plateau un cadavre est dévoilé en direct sous leurs yeux. Conan et Sera vont travailler de concert, tandis qu'une impression familière étreint le jeune homme et - étonnamment - Ran. | |                                          |                                                |                       |
| 729 | Diamant, tableau et actrice célèbre                                                                                        | ダイヤと絵画と大女優                     | Daiya to Kaiga to Dai Joyū                     | 8 février 2014        |
| Kogorō et les siens sont invités chez une grande et célèbre actrice. Cette femme est très gentille et très capricieuse. Au point même que le dieu du soleil décide de mettre le feu à sa chambre. Cette enquête risque d’être étincelante. | |                                          |                                                |                       |
| 730 | Une figurine trop parfaite                                                                                                 | 完璧すぎたフィギュア                     | Kanpeki sugita figyua                          | 22 février 2014       |
| Après avoir été à une exposition sur le modélisme, Mitsuhiko s’arrête à un magasin pour pouvoir créer une figure de Kamen Yaiba. Grâce à cela, il découvre le cadavre d’un homme qui se trouve être la star du modélisme, rencontré plus tôt au salon. | |                                          |                                                |                       |
| 731 | Le voisin de la scène de crime est mon ex-petit ami - 1re partie (files : 847-849/tome : 80)                               | 現場の隣人は元カレ (前編)                | Genba no rinjin wa moto kare - Zenpen          | 1er mars 2014         |
| 732 | Le voisin de la scène de crime est mon ex-petit ami - 2e partie (files : 847-849/tome : 80)                                | 現場の隣人は元カレ (後編)                | Genba no Rinjin wa Moto Kare - Kōhen           | 8 mars 2014           |
| Les détective juniors croisent dans la rue les agents de circulation Yumi et Naeko. Ils entendent dans une conversation téléphonique de cette dernière qu'un cadavre a été découvert dans le quartier, et se ruent sur place, talonnés par les agents. Conan va mener l'enquête dans l'appartement, dont le voisin est une vieille connaissance de Yumi. De plus, ce jeune homme semble posséder de surprenantes capacités de déduction, lui aussi. | |                                          |                                                |                       |
| 733 | Un festin pour deux coups de feu                                                                                           | 披露宴と二つの銃声                       | Hirōen to futatsu no jūsei                     | 22 mars 2014          |
| Sonoko est invitée à un mariage, mais pour ne pas se retrouver seule, elle fait inviter Ran et Conan. La soirée se passe agréablement jusqu’au moment où nos deux jeunes mariés sont retrouvés morts, chacun de leur côté, assassinés à bout portant. Qu’on se le dise, la soirée est gâtée. | |                                          |                                                |                       |
| 734 - SP31 | Les souvenirs de Jodie et le piège des fleurs de cerisiers (épisode spécial de 45 minutes) (files : 850-852/tomes : 80-81) | ジョディの追憶とお花見の罠               | Jodie no tsuioku to o hanami no wana           | 29 mars 2014          |
| Conan décide de donner rendez-vous à l'agent Jodie dans un parc, au milieu d'un festival et des cerisiers en fleurs, afin de lui transmettre discrètement des informations sur l'homme en noir Bourbon. Cependant, un pickpocket est retrouvé mort par le professeur Agasa. Conan va mener l'enquête, sous l'étreinte d'un étrange pressentiment quant à l'identité des suspects… | |                                          |                                                |                       |
| 735 | Une invitation codée | 暗号付きの招待状                         | Angō-tsuki no jōtaijō                          | 19 avril 2014         |
| 736 | Le secret de la statue de Kogorô Môri                                                                                      | 毛利小五郎像の秘密                       | Mōri Kogorō-zō no himitsu                      | 26 avril 2014         |
| 737 | Une promenade suspecte | 疑惑の散歩道                             | Giwaku no sanpomichi                           | 3 mai 2014            |
| 738 | Kogorô dans un bar - 1re partie (files : 853-855/tome : 81)                                                                | 小五郎はBARにいる (前編)                 | Kogorō wa Bā ni Iru - Zenpen                   | 10 mai 2014           |
| 739 | Kogorô dans un bar - 2e partie (files : 853-855/tome : 81)                                                                 | 小五郎はBARにいる (後編)                 | Kogorō wa Bā ni Iru - Kōhen                    | 17 mai 2014           |
| Kogorō enquête dans un bar, à la requête de la barmaid qui entend régulièrement un bruit étrange. Cette fois-ci, nous voyons l'affaire à travers les yeux du détective endormi en personne. De plus, Conan apprend de l'agent Takagi que ses soupçons vis-à-vis des suspects de l'affaire précédente (cf. n°734) étaient fondés... | |                                          |                                                |                       |
| 740 | Ran évanouie dans une salle de bain - 1re partie (files : 856-858/tome : 81)                                               | 蘭も倒れたバスルーム (前編)              | Ran mo taoreta basurūmu - Zenpen               | 31 mai 2014           |
| 741 | Ran évanouie dans une salle de bain - 2e partie (files : 856-858/tome : 81)                                                | 蘭も倒れたバスルーム (後編)              | Ran mo taoreta basurūmu - Kōhen                | 7 juin 2014           |
| À la suite des révélations de l'épisode précédent sur la tromperie des hommes en noir, Conan est inquiet pour sa sécurité et celle d'Ai. Alors que lui et Ran attendent Eri Kisaki dans le hall d'un bâtiment afin d'aller déjeuner ensemble, ils croisent la détective Sera Masumi, ici pour une enquête. À la requête de son amie, Ran accompagne la cliente dans un appartement, mais découvre un cadavre et tombe dans les pommes, droguée. Avec l'aide de l'inspecteur Jugo Yokomizo, les deux détectives enquêtent. Cependant, Sera reçoit une mystérieuse aide extérieure.                                                                                   | |                                          |                                                |                       |
| 742 | La promesse de la J. League                                                                                                | Jリーガ一との約束                        | J rīga ichi to no yakusoku                     | 14 juin 2014          |
| 743 | Une réussite à deux coïncidences                                                                                           | 偶然は二度かさなる                       | Gūzen wa ni-do kasanaru                        | 21 juin 2014          |
| 744 | Le suspect est Makoto Kyogoku - 1re partie (files : 859-861/tome : 81)                                                     | 容疑者か京極真 (前編)                    | Yōgisha ka Kyōgoku Makoto - Zenpen             | 28 juin 2014          |
| 745 | Le suspect est Makoto Kyogoku - 2e partie (files : 859-861/tome : 81)                                                      | 容疑者か京極真 (後編)                    | Yōgisha ka Kyōgoku Makoto - Kōhen              | 5 juillet 2014        |
| Ran, Conan, Sonoko et Kogorō emmènent Sera dans un bowling, afin que celle-ci fasse la rencontre du copain karatéka de Sonoko, Makoto Kyōgoku. Après une altercation avec un homme saoul, le jeune athlète va se reposer dans la voiture. Les amis de cet homme disent cependant qu'il a disparu et Sonoko, Sera et les membres de l'agence Môri partent à sa recherche. De retour à leur point de départ, l'homme est retrouvé mort, noyé, dans des toilettes portables. Conan et Sera vont enquêter, malgré la réticence de l'inspecteur Yamamura à croire à l'innocence de Makoto. De plus, il semblerait que le mystérieux grand frère de Sera connaisse Conan… | |                                          |                                                |                       |
| 746 | L'Insaisissable Kid VS Makoto Kyogoku - 1re partie (files : 862-864/tome : 82)                                             | 怪盗キッドVS 京極真 (前編)               | Kaitō Kiddo VS Kyōgoku Makoto - Zenpen         | 19 juillet 2014       |
| 747 | L'Insaisissable Kid VS Makoto Kyogoku - 2e partie (files : 862-864/tome : 82)                                              | 怪盗キッドVS 京極真 (後編)               | Kaitō Kiddo VS Kyōgoku Makoto - Kōhen          | 26 juillet 2014       |
| Alors que Sonoko présente Makoto à ses parents, elle apprend de Ran que Kid l'Insaisissable a lancé un énième défi au conseiller Jorikichi Suzuki. Ce dernier, impressionné par l'adresse martiale de Makoto, décide de l'employer à son service pour une tâche bien spéciale. La mère de Sonoko, qui n'approuve pas du jeune homme, décide de faire un pari aux enjeux élevés avec lui, tandis que Sonoko passe un marché de tout autre ordre avec le gentleman cambrioleur en personne. | |                                          |                                                |                       |
| 748 | L'histoire d'amour d'un détective 9 - Confession (files : 869-871/tome : 82)                                               | 本庁の刑事恋物語 9（告白）               | Honchō no keiji koi monogatari 9 - Kokuhaku    | 2 août 2014           |
| 749 | L'histoire d'amour d'un détective 9 - Vérité (files : 869-871/tome : 82)                                                   | 本庁の刑事恋物語 9（真相）               | Honchō no keiji koi monogatari 9 - Shinsō      | 9 août 2014           |
| L'inspecteur Sato présente à l'inspecteur Takagi une nouvelle très troublante, pouvant potentiellement transformer du tout au tout leurs vies personnelles et professionnelles. Parallèlement, les détective juniors sont invités chez un homme et son jeune frère pour jouer à un jeu vidéo récent. Conan trouve l'endroit suspect mais, avant qu'il ne puisse émettre d'avis tranché, un cadavre est découvert dans l'appartement d'à côté. Sato et Takagi arrivent pour l'enquête, même si ce dernier est encore perturbé par la nouvelle du matin. | |                                          |                                                |                       |
| 750 | L'homme trahi par la mer                                                                                                   | 海に裏切られた男                         | Umi ni Uragirareta Otoko                       | 6 septembre 2014      |
| 751 | Le chat qui rétracte ses griffes - 1re partie (files : 865-868/tome : 82)                                                  | 招き三毛猫の事件（前編）                 | Maneki mikeneko no jiken - Zenpen              | 20 septembre 2014     |
| 752 | Le chat qui rétracte ses griffes - 2e partie (files : 865-868/tome : 82)                                                   | 招き三毛猫の事件（悪霊）                 | Maneki mikeneko no jiken - Kōhen               | 27 septembre 2014     |
| Les détectives juniors aident Azusa du café Poirot à retrouver le propriétaire du chat Tai. Mais ce chat semble entourer d'une certaine malédiction, car une tentative de meurtre finit par se produire. Grâce au chat, Conan va prouver que ce qui était un accident, n'en était pas un. | |                                          |                                                |                       |
| 753 | L'angle mort de la maison commune                                                                                          | シェアハウスの死角                       | Shea hausu no shikaku                          | 4 octobre 2014        |
| Ran est invitée par une de ses camarades du karaté chez elle. Celle-ci habite dans une maison d’hôtes. Et le moins que l’on puisse dire, c’est qu’il faut être sociable ; sinon, vous finissez égorgés dans votre lit. | |                                          |                                                |                       |
| 754 | La tragédie de la femme en rouge - Brouillard (files : 872-875/tomes : 82-83)                                              | 赤い女の惨劇（湯煙）                     | Akai onna no sangeki - Yukemuri                | 11 octobre 2014       |
| 755 | La tragédie de la femme en rouge - Mauvais esprit (files : 872-875/tomes : 82-83)                                          | 赤い女の惨劇（悪霊）                     | Akai onna no sangeki - Akuryō                  | 18 octobre 2014       |
| 756 | La tragédie de la femme en rouge - Vengeance (files : 872-875/tomes : 82-83)                                               | 赤い女の惨劇（復讐）                     | Akai onna no sangeki - Fukushū                 | 25 octobre 2014       |
| Sera est chargée par son frère d'enquêter auprès d'amis harcelés en week-end en forêt. Avec elle, Conan, Ran et Sonoko. Là, ils apprennent qu'une mystérieuse femme vêtue de rouge hante les lieux depuis une quinzaine d'années. Très vite, la joyeuse petite bande commence à déchanter quand un cadavre finit de prendre un bain. Sera et Conan enquête, y compris entre-eux. | |                                          |                                                |                       |
| 757 | L'humoriste qui s'était rendu - 1re partie                                                                                 | 自首したお笑い芸人（前編）               | Jishu shita owarai geinin- Zenpen              | 1er novembre 2014     |
| 758 | L'humoriste qui s'était rendu - 2e partie                                                                                  | 自首したお笑い芸人（後編）               | Jishu shita owarai geinin- Kōhen               | 8 novembre 2014       |
| 759 | La fin inattendue d'un roman d'amour - 1re partie (files : 876-878/tome : 83)                                              | 意外な結果の恋愛小説（前編）             | Igainakekka no ren'ai shōsetsu- Zenpen         | 22 novembre 2014      |
| 760 | La fin inattendue d'un roman d'amour - 2e partie (files : 876-878/tome : 83)                                               | 意外な結果の恋愛小説（後編）             | Igainakekka no ren'ai shōsetsu- Kōhen          | 29 novembre 2014      |
| Ran, Sonoko, Conan et Masumi parlent de l’affaire précédente, et la jeune détective leur parle plus en avant de sa famille. Elle leur avoue vivre d’hôtel en hôtel, car son frère préfère vivre seul. Tous vont chez elle pour voir où elle habite, et font la rencontre d’un écrivain célèbre de romans d’amour, habitant au même palier et finissant son dernier manuscrit. Alors que Conan s’interroge sur l’identité de la jeune fille qu’il a découverte sur le téléphone de Sera, le cadavre de l’assistante de l’écrivain est découvert un étage plus bas. Conan va devoir enquêter sur plus d’un mystère…                                                   | |                                          |                                                |                       |
| 761 | Le Mystery Tour de Kaga Hyakumangoku - 1re partie : Kanazawa                                                               | 加賀百万石ミステリーツアー（金沢編）     | Kaga Hyakumangoku Misuterītsuā- Kanagawa hen   | 6 décembre 2014       |
| 762 | Le Mystery Tour de Kaga Hyakumangoku - 2e partie : Les bains de Kaga                                                       | 加賀百万石ミステリーツアー（加賀温泉編） | Kaga Hyakumangoku Misuterītsuā- Kaga onsen hen | 13 décembre 2014      |